# Bailey Howell
Bailey E. Howell (Middleton, Tennessee, 20 de enero de 1937) es un exjugador de baloncesto estadounidense que disputó 12 temporadas en la NBA. Con 2,01 de estatura, jugaba en la posición de alero. Es miembro desde 1997 del Basketball Hall of Fame.

## Trayectoria deportiva

### Universidad
Jugó durante tres temporadas con los Bulldogs de la Universidad Estatal de Misisipi, en las que promedió 27,1 puntos y 17,0 rebotes por partido. En sus dos últimas temporadas fue incluido en el primer equipo All-American. Posee infinidad de récords de su universidad, entre ellos el de mejor promedio de puntos en una carrera, o todos los referentes a rebotes. En sus tres temporadas en el equipo fue incluido en el mejor quinteto de la Southeastern Conference.

### Profesional
Fue elegido en la segunda posición del Draft de la NBA de 1959 por Detroit Pistons, donde alcanza rápidamente la titularidad. en su segunda temporada en el equipo acaba como mejor anotador y reboteador de los Pistons, promediando 23,6 puntos y 14,4 rebotes por partido, acabando en quinta posición entre los mejores reboteadores de la liga. Esa temporada disputaría además el primero de sus seis All-Star Game, logrando 13 puntos y 3 rebotes saliendo desde el banquillo.
En 1964 es traspasado, junto con Bob Ferry, Don Ohl y los derechos sobre Les Hunter y Wali Jones a Baltimore Bullets, a cambio de Terry Dischinger, Don Kojis y Rod Thorn. En su primera temporada en los Bullets, como titular indiscutible, promedió 19,2 puntos y 10,9 rebotes por partido.
Tras una temporada más en los Bullets, en 1967 es traspasado a los Boston Celtics a cambio de Mel Counts. En el equipo de Massachusetts jugó 4 temporadas, siendo titular y pieza fundamental en la consecución de los títulos de 1968 y 1969, derrotando en las Finales de 1968 a Los Angeles Lakers, repitiendo rival en las Finales de 1968.
Incomprensiblemente, en 1970 no fue protegido por los Celtics ante el Draft de expansión que se celebró por la llegada de nuevos equipos a la liga, siendo elegido por los Buffalo Braves, quienes lo traspasaron a Philadelphia 76ers a cambio de Bob Kauffman y otras consideraciones. En los Sixers jugaría la que iba a ser su última temporada como profesional, ya con 34 años, en la que promedió 10,7 puntos y 5,4 rebotes por partido.

## Estadísticas de su carrera en la NBA
|  | Denota temporadas en las que ganó un campeonato de la NBA |

### Temporada regular
| Año      | Equipo       | PJ  | MPP  | TC%  | TL%  | RPP  | APP | PPP  |
| -------- | ------------ | --- | ---- | ---- | ---- | ---- | --- | ---- |
| 1959–60  | Detroit      | 75  | 31.3 | .456 | .739 | 10.5 | 0.8 | 17.8 |
| 1960–61  | Detroit      | 77  | 38.3 | .469 | .753 | 14.4 | 2.5 | 23.6 |
| 1961–62  | Detroit      | 79  | 36.2 | .464 | .768 | 12.6 | 2.4 | 19.9 |
| 1962–63  | Detroit      | 79  | 37.6 | .516 | .798 | 11.5 | 2.9 | 22.7 |
| 1963–64  | Detroit      | 77  | 35.1 | .472 | .809 | 10.1 | 2.7 | 21.6 |
| 1964–65  | Baltimore    | 80  | 37.2 | .495 | .801 | 10.9 | 2.6 | 19.5 |
| 1965–66  | Baltimore    | 78  | 29.8 | .488 | .730 | 9.9  | 2.0 | 17.5 |
| 1966–67  | Boston       | 81  | 30.9 | .512 | .741 | 8.4  | 1.3 | 20.0 |
| 1967–68† | Boston       | 82  | 34.2 | .481 | .727 | 9.8  | 1.6 | 19.8 |
| 1968–69† | Boston       | 78  | 32.4 | .487 | .735 | 8.8  | 1.8 | 19.7 |
| 1969–70  | Boston       | 82  | 25.3 | .429 | .763 | 6.7  | 1.5 | 12.6 |
| 1970–71  | Philadelphia | 82  | 19.4 | .472 | .730 | 5.4  | 1.4 | 10.7 |
| Total    | Total        | 950 | 32.2 | .480 | .762 | 9.9  | 2.0 | 18.7 |
| All-Star | All-Star     | 6   | 13.5 | .394 | .750 | 1.7  | 1.3 | 5.3  |

### Playoffs
| Año   | Equipo       | PJ | MPP  | TC%  | TL%  | RPP  | APP | PPP  |
| ----- | ------------ | -- | ---- | ---- | ---- | ---- | --- | ---- |
| 1960  | Detroit      | 2  | 36.0 | .341 | .750 | 8.5  | 1.5 | 17.0 |
| 1961  | Detroit      | 5  | 30.8 | .351 | .696 | 9.2  | 4.4 | 11.2 |
| 1962  | Detroit      | 10 | 37.8 | .423 | .827 | 9.6  | 2.3 | 20.0 |
| 1963  | Detroit      | 4  | 40.8 | .375 | .852 | 10.5 | 2.8 | 17.8 |
| 1965  | Baltimore    | 9  | 38.9 | .515 | .757 | 11.7 | 2.1 | 20.8 |
| 1966  | Baltimore    | 3  | 31.3 | .460 | .727 | 10.0 | 0.7 | 18.0 |
| 1967  | Boston       | 9  | 26.8 | .484 | .667 | 7.3  | 0.6 | 15.3 |
| 1968† | Boston       | 19 | 31.4 | .511 | .692 | 7.7  | 1.2 | 18.1 |
| 1969† | Boston       | 18 | 30.6 | .489 | .719 | 6.6  | 1.1 | 15.0 |
| 1971  | Philadelphia | 7  | 17.4 | .422 | .500 | 4.4  | 0.6 | 6.7  |
| Total | Total        | 86 | 31.7 | .465 | .732 | 8.1  | 1.5 | 16.3 |